# Historique du parcours international du CS Constantinois
Cet article retrace l'historique des campagnes africaines et arabes du CS Constantinois après l'indépendance de l'Algérie en 1962.

Le CS Constantine est un club professionnel algérien de football basé à Constantine, qui évolue actuellement en Ligue 1.

La première participation du Constantine SC en Coupe d'Afrique remonte à 1998 et son premier adversaire est le club sénégalais du AS Douanes.

## Compétitions CAF

### 1998
Ligue des champions de la CAF 1998   :

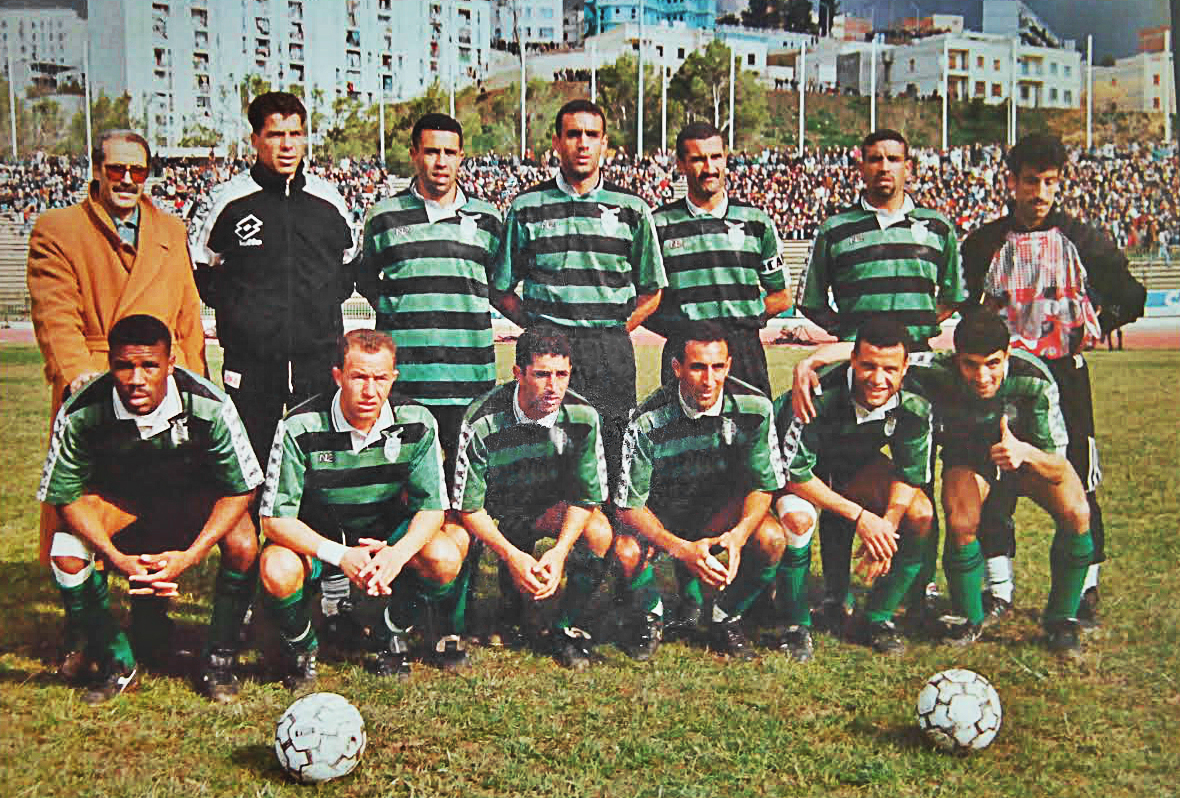
Le Club Sportif Constantinois en 1998.

Lors de la saison 1997-1998, le Club Sportif Constantinois joue sa première saison en Ligue des champions grâce à son titre du champion d'Algérie la saison précédente.
- Le club a été exempté lors du tour préliminaire de cette édition.

| Tour         | Club           | Aller | Total | Retour | Club             |
| ------------ | -------------- | ----- | ----- | ------ | ---------------- |
| Premier tour | AS des Douanes | 2 - 1 | 2 - 1 | 0 - 0  | CS Constantinois |

### 2014
Coupe de la confédération 2014  :
Ayant terminé 3e du championnat lors de la saison 2012-2013 sous la direction de Roger Lemerre, le CS Constantinois participe à la coupe de la confédération africaine pour la première fois de son histoire (10 ans après la création de cette compétition).
C'est lors de cette saison que le club a disputé deux matchs officiels dans le même jour (2 février 2014); le premier au Niger contre l'ASN Nigelec dans la Coupe de la confédération africaines et l'autre à Béjaïa contre le MO Béjaïa pour le compte de la 18e journée du championnat, la Fédération algérienne de football a refusé de reporter les matchs du championnat pour les clubs algériens participant au compétitions africaines car l'instance fédérale n'a pas l'intention de se retrouver avec des matchs en retard qui viendraient perturber le déroulement d'un calendrier prétendument serré à cause de la Coupe du Monde, c'est pour cette raison qu'elle a fortement incité les clubs algériens engagés en compétitions africaines 2014 de déclarer forfait.
| Tour                | Club             | Aller | Total | Retour | Club             |
| ------------------- | ---------------- | ----- | ----- | ------ | ---------------- |
| Tour préliminaire   | ASN Nigelec      | 2 - 0 | 3 - 4 | 1 - 4  | CS Constantinois |
| Premier tour        | Red Lions FC     | 0 - 1 | 0 - 3 | 0 - 2  | CS Constantinois |
| Huitièmes de finale | CS Constantinois | 1 - 0 | 1 - 6 | 0 - 6  | ASEC Mimosas     |

### 2016
Coupe de la confédération 2016 :
Le CSC est qualifié pour l'édition 2016 de la coupe de la CAF grâce à sa cinquième place en championnat.
- Le CSC a été exempté lors du tour préliminaire de cette édition.

| Tour                | Club               | Aller | Total | Retour | Club             |
| ------------------- | ------------------ | ----- | ----- | ------ | ---------------- |
| Premier tour        | Nasarawa United FC | 1 - 0 | 2 - 4 | 1 - 4  | CS Constantinois |
| Huitièmes de finale | CS Constantinois   | 1 - 0 | 2 - 3 | 1 - 3  | Misr El Maqasa   |

### 2019
Ligue des champions de la CAF 2018-2019  :
Grâce à son 2e titre du Champion d'Algérie en 2018, le CSC participe pour la 2e fois dans la ligue des champions africaines.

Le 22 décembre 2018 le club arrache une qualification historique vers la phase des poules pour la 1re fois de son histoire, après avoir battu Vipers SC à Kampala.

Après le tirage au sort qui s'est déroulé le 28 décembre 2018 au Caire , le CSC est dans le groupe de la mort,, selon la presse africaine et mondiale.

Les trois adversaires (Ismaily, Club Africain et TP Mazembe) ont déjà remporté le titre de la ligue des champions. 
 
Le 11 janvier 2019, le CSC est le deuxième club africain arrive a gagné le CA en Tunisie (dans la ligue des champions).

Le 19 janvier 2019, le club a réalisé une belle victoire contre le grand TP Mazembe par 3-0 au Stade Chahid-Hamlaoui, c'est la deuxième victoire algérienne contre le club congolais (dans la ligue des champions), et la plus grande défaite du TP Mazembe contre un club algérien dans la même compétitions. 

Le 16 mars 2019, le CSC a validé une qualification historique pour les quarts de finale de la Ligue des champions, malgré sa défaite la dernière journée contre le TP Mazembe à Lubumbashi. 

| Tour                    | Club             | Aller | Total | Retour | Club               |
| ----------------------- | ---------------- | ----- | ----- | ------ | ------------------ |
| Tour préliminaire       | CS Constantinois | 0 - 0 | 1 - 0 | 1 - 0  | Gamtel FC          |
| Premier tour            | CS Constantinois | 1 - 0 | 3 - 0 | 2 - 0  | Vipers SC          |
| Phase de poules (Gr. C) | Club Africain    | 0 - 1 | 1 - 1 | 1 - 0  | CS Constantinois   |
| Phase de poules (Gr. C) | CS Constantinois | 3 - 0 | 3 - 2 | 0 - 2  | TP Mazembe         |
| Phase de poules (Gr. C) | Ismaily SC       | 1 - 1 | 3 - 4 | 2 - 3  | CS Constantinois   |
| Quart de finale         | CS Constantinois | 2 - 3 | 3 - 6 | 1 - 3  | Espérance de Tunis |

### 2023
Ligue des champions de la CAF 2023-2024  :
| Tour         | Club             | Aller | Total | Retour | Club     |
| ------------ | ---------------- | ----- | ----- | ------ | -------- |
| Premier tour | CS Constantinois | 0 - 2 | 0 - 3 | 0 - 1  | ÉS Sahel |

### Statistiques

#### Bilan par compétitions
| Compétition                   | Participations | Matchs joués | Victoires | Matchs nuls | Défaites | Buts pour | Buts contre | Meilleure performance          |
| ----------------------------- | -------------- | ------------ | --------- | ----------- | -------- | --------- | ----------- | ------------------------------ |
| Ligue des champions de la CAF | 3              | 16           | 6         | 3           | 7        | 16        | 17          | Quart de finale - (2019)       |
| Coupe de la CAF               | 2              | 10           | 6         | 0           | 4        | 14        | 14          | 1/8 de finale (2014) et (2016) |
| Total CAF                     | 5              | 26           | 12        | 3           | 11       | 30        | 31          |                                |

#### Statistiques générales
- 1er but du CSC dans les compétitions CAF :  Hassen Ghoula vs  AS Douanes, au Sénégal en Ligue des champions de la CAF 1998.
- 10e but du CSC dans les compétitions CAF :  Yassine Bezzaz vs  Nasarawa FC, au Stade Mohamed-Hamlaoui en Coupe de la CAF 2014.
- 20e but du CSC dans les compétitions CAF :  Abdenour Belkheir vs  Club Africain, au Stade olympique de Sousse en Ligue des champions de la CAF 2019.
- 30e but du CSC dans les compétitions CAF :  Dylan Bahamboula vs  Espérance de Tunis, au Stade olympique de Radès en Ligue des champions de la CAF 2019.
- Plus large victoire à domicile : ASN Nigelec (4-1) en CAF 2014,  Nasarawa FC (4-1) en CAF 2016 et  TP Mazembe (3-0) en  LDC 2019.
- Plus large victoire à l'extérieur :  Vipers Sports Club (0-2) en Ligue des champions de la CAF 2019.
- Record algérien (clean sheets) en Champions League, avec série de 6 matchs consécutifs sans encaisser de but en 2018-2019 .
- Nombre d'adversaires à 100 % de défaites contre le CSC : 2 ( Red Lions Football Club et  Vipers Sports Club.).
- Adversaire le plus perméable :  Nasarawa United FC,  ASN Nigelec et  Ismaily SC avec quatre buts encaissés.
- Nationalité la plus rencontrée :  Égypte et  Tunisie avec deux adversaires.
- Le CSC a marqué contre toutes les équipes qu'il a rencontrées dans les compétitions CAF (12 clubs).

#### Classement CAF
| Classement | Changement d'un an | Club             | Points |
| ---------- | ------------------ | ---------------- | ------ |
| 24         | 23                 | ASEC Mimosas     | 1445   |
| 25         | 44                 | ES Sétif         | 1441   |
| 26         | 461                | CS Constantinois | 1440   |
| 27         | 10                 | Ismaily SC       | 1437   |
| 28         | 55                 | Al-Masry Club    | 1436   |
| 29         | 98                 | Club africain    | 1434   |

#### Classement annuel des meilleurs clubs du monde (IFFHS)
L'International Federation of Football History & Statistics (IFFHS), publie chaque année un classement des meilleurs clubs du monde basé sur une étude statistique des résultats enregistrés sur les douze derniers mois, ce classement est appelé en anglais : IFFHS World's Best Club (en).
Voici le classement mondial et africain du CS Constantine par année :
| Année | Classement mondial | Classement africain | Source |
| ----- | ------------------ | ------------------- | ------ |
| 2014  | 352                | 20                  | [ 21 ] |
| 2017  | 705                | /                   | [ 22 ] |
| 2018  | 348                | 36                  | [ 22 ] |
| 2019  | 321                | 31                  | [ 23 ] |
| 2022  | 244                | 24                  | [ 24 ] |
| 2023  | 692                | 75                  | [ 25 ] |

#### Adversaires rencontrés
Voici la liste, par nation, de tous les clubs rencontrés par le CS Constantinois en compétitions CAF :
| - ASEC Mimosas (x2 ; 2014) - Ismaily SC (x2 ; 2019) - Misr El Maqasa (x2 ; 2016) - Gamtel FC (x2 ; 2018) | - Red Lions FC (x2 ; 2014) - Nasarawa United FC (x2 ; 2016) - ASN Nigelec (x2 ; 2014) - TP Mazembe (x2 ; 2019) | - AS Douanes (x2 ; 1998) - Club Africain (x2 ; 2019) - Espérance de Tunis (x2 ; 2019) - Vipers SC (x2 ; 2018) |

## Compétitions UAFA

### 2019
Championnat arabe des clubs 2019-2020 :
Lors de la saison 2019-2020, le Club Sportif Constantinois joue pour la première fois dans la Coupe Arabe des Clubs Champions grâce à son titre du champion d'Algérie la saison 2017-18.
| Tour                | Club             | Aller | Total | Retour | Club           |
| ------------------- | ---------------- | ----- | ----- | ------ | -------------- |
| Seizièmes de finale | CS Constantinois | 3 - 1 | 3 - 3 | 0 - 2  | Al Muharraq FC |

### Statistiques
- 1er but du CSC dans les compétitions UAFA:  Adil Djabout vs  Al Muharraq FC, au Stade Mohamed-Hamlaoui en Coupe arabe des clubs champions 2020.
- Plus large victoire à domicile :  Al Muharraq FC (3-1) en 2019-20.
- Adversaire le plus perméable :  Al Muharraq FC avec trois buts encaissés.

#### Bilan par compétitions
| Compétition                 | Participations | Matchs joués | Victoires | Matchs nuls | Défaites | Buts pour | Buts contre | Meilleure performance   |
| --------------------------- | -------------- | ------------ | --------- | ----------- | -------- | --------- | ----------- | ----------------------- |
| Championnat arabe des clubs | 1              | 2            | 1         | 0           | 1        | 3         | 3           | 1/16 de finale - (2020) |
| Total UAFA                  | 1              | 2            | 1         | 0           | 1        | 3         | 3           |                         |

#### Adversaires rencontrés
Voici la liste, par nation, de tous les clubs rencontrés par le CS Constantinois en compétitions UAFA :
- Al Muharraq FC (x2 ; 2019)

## Compétitions ULNAF
- Coupe d'Afrique du Nord de football organiser par ULNAF Compétitions desparu en 1956

### 1933 - 1934
|   | Tour            | Club             | Total | Club             |  |
| - | --------------- | ---------------- | ----- | ---------------- |  |
|   | Premier tour    | CS Constantinois | 1 - 0 | SO Sétif         |  |
| . | Huitième-finale | SC Tunis         | 6 - 1 | CS Constantinois |  |

### 1949 - 1950
|  | Tour                               | Club              | Total | Club             |  |
|  | ---------------------------------- | ----------------- | ----- | ---------------- |  |
|  | Premier tour (Seizièmes de finale) | Red Star Algérois | 3 - 0 | CS Constantinois |  |

## Autres compétitions

### 1997
Tournoi Black Stars 
Tournoi International organisé par l'Association Sportive et Culturelle Black Stars à Paris.
|   | Tour        | Club             | Total | Club             |  |
| - | ----------- | ---------------- | ----- | ---------------- |  |
| . | Demi-finale | CS Constantinois | 1 - 0 | ASC Diaraf       |  |
| . | Finale      | Club franciscain | -     | CS Constantinois |  |